# Nectopsyche globigona
Nectopsyche globigona är en nattsländeart som beskrevs av Lazar Botosaneanu 1998. Nectopsyche globigona ingår i släktet Nectopsyche och familjen långhornssländor. Inga underarter finns listade i Catalogue of Life.